# Earl av Merioneth
Earl av Merioneth var en brittisk adelstitel med earls värdighet. Den instiftades av kung Georg VI till hans svärson löjtnant Philip Mountbatten i samband med bröllopet mellan denne och prinsessan Elizabeth den 20 november 1947. Vid prins Philips frånfälle 2021 ärvdes värdigheten av hans äldste son Charles, prins av Wales för att sedan sammansmälta med kronan året därpå vid dennes trontillträde som Charles III. Med titeln hörde även pärsvärdigheterna hertig av Edinburgh och baron Greenwich. Den är kopplad till det walesiska grevskapet Merionethshire.

## Earlar av Merioneth
| Namn                                 | Porträtt | Period                          | Gemål                                        |
| ------------------------------------ | -------- | ------------------------------- | -------------------------------------------- |
| Prins Philip, 1:e earl av Merioneth  |          | 20 november 1947 – 9 april 2021 | Prinsessan Elizabeth, grevinna av Merioneth  |
| Prins Charles, 2:e earl av Merioneth |          | 9 april 2021 – 8 september 2022 | Camilla Parker Bowles, grevinna av Merioneth |